# 安原真美
安原 真美（やすはら まみ、1983年4月20日 - ）は、日本の元AV女優。
千葉県出身。

## 略歴
2003年にAVデビュー、2006年に引退した。

## 作品

### アダルトビデオ
2003年
- わがままなトキメキ（9月23日、クリスタル映像）
- コスプレ召使い（10月23日、クリスタル映像）
- M女玩具（11月13日、クリスタル映像）

2004年
- 癒しの巨乳天使 安原真美がミリオンに舞い降りた（1月30日、ケイ・エム・プロデュース）
- もしも安原真美が超高級ソープ嬢だったら… 完全版（2月27日、ケイ・エム・プロデュース）
- 裏・入門 安原真美 完全版（3月26日、ケイ・エム・プロデュース）
- VERY BEST OF 安原真美 完全版（8月20日、ケイ・エム・プロデュース）
- 巨乳、パイズリ、デジタルモザイク（11月1日、MOODYZ）
- 巨乳ママ・調教飼育（12月1日、MOODYZ）

2005年
- 巨乳破壊 Ｆカップ美乳ナースの章（1月1日、MOODYZ）
- 超-股間のアングル（1月1日、ワンズファクトリー）
- 極 本番（1月7日、GLAY'z）
- 眼鏡ボクサー（2月1日、ワンズファクトリー）
- 巨乳ナース（2月4日、GLAY'z）
- 女剣士かずみ（6月20日、ネクストイレブン）
- ボインお姉さん僕を好きにして下さい 挟んでるとあったかい?（7月11日、アテナ映像）
- 美人女医陵辱輪姦（7月21日、ヒビノ）
- 安原真美の表に出せないビデオのDVD（10月7日、表に出せないビデオ）
- 女金融取立屋！涙のレズ返済 5（10月20日、ディープス）
- 電マコスプレで行こう♪（10月21日、笠倉出版社）
- 誘惑ミセス 70（10月28日、U&K）
- 女子校生 れず 先輩と私 70（11月4日、U&K）
- 手コキ地獄 「手゛ちゃう！」 vol.5（11月11日、U&K）
- 男子禁制 ヌルヌル淫汁遊び（11月25日、U&K）
- スペルマラッシュ（12月15日、ジェイモデル）
- お姉さん黒Stoking 2（12月16日、笠倉出版社）

2006年
- THE 巨乳看護婦 4（1月10日、ドリームチケット）
- 団地妻 3 [ボイン妻の出来心]（2月10日、ドリームチケット）
- B*Lady [クールな巨乳のホットな誘惑]（3月10日、ドリームチケット）
- ど痴女 vol.13（6月23日、U&K）
- ZeppinEroBody（7月21日、U&K）
- ヴァージンレズ 14 まみ&あい（8月11日、U&K）
- ダブル痴女 男が欲しくて溜まらない女達 6（9月15日、U&K）